# Force démocrate (France)
Ne doit pas être confondu avec Force européenne démocrate.
Force démocrate (FD) est un parti politique français centriste ayant existé de 1995 à 1998 et dont le président était François Bayrou.
FD est issue de la fusion au sein de l'Union pour la démocratie française (UDF) du Centre des démocrates sociaux (CDS), démocrate chrétien, et du Parti social-démocrate (PSD), un petit parti de centre gauche issu de différentes scissions du Parti socialiste refusant le programme commun et l'« Union de la gauche » avec le Parti communiste français.
Après trois ans d'existence, Force démocrate est dissoute dans la Nouvelle UDF.

## Nom
François Bayrou avait tout d'abord songé à nommer le parti Force démocrate et populaire, mais les initiales FDP auraient alors été les mêmes que celles du Parti libéral-démocrate, le parti rival de la Union chrétienne-démocrate d'Allemagne, le parti-frère des démocrates-chrétiens d'outre-Rhin.

## Poids au sein de l'UDF
Le parti s'agrandit encore avec une composante écologiste le 12 octobre 1996 : à cette date, « Génération en mouvement » (GEM), dissidence de Génération écologie dirigée par Patrice Hernu, rejoint Force démocrate. Elle constitue la principale composante de l'UDF à la fin des années 1990 devant les libéraux du Parti républicain (PR, devenu Démocratie libérale ou DL en 1997 en ralliant plusieurs personnalités issus d'autres formations, dont l'ex-FD Claude Goasguen). Elle soutient François Léotard (alors président du PR mais opposé à un autre candidat de ce parti, Alain Madelin) à l'élection du président de l'UDF du 31 mars 1996 (il est élu avec 57,42 % des voix et 963 mandats) tandis que la « liste Bayrou » obtient 979 mandats et 11 sièges au bureau politique de l'Union. Après les élections législatives de 1997, FD gagne 43 députés contre 42 pour le PR et sur 109 élus UDF.
Après les élections régionales de 1998, FD, de même que la direction de l'UDF, condamne toute alliance avec l'extrême droite et exclut un de ses membres qui a été réélu président de région avec les voix du FN : Charles Baur en Picardie. Démocratie libérale d'Alain Madelin en revanche soutient ce type d'alliance et décide de quitter la grande fédération centriste pour constituer un parti à part entière le 16 mai 1998. Désormais, FD a fini par se confondre pratiquement avec l'UDF et François Bayrou est largement élu président de cette dernière par 16 145 voix et 88,89 % des suffrages militants lors des premières élections directes organisées le 16 septembre 1998.
Au conseil national du 29 novembre 1998, Force démocrate fusionne avec le Pôle républicain, indépendant et libéral (PRIL, fondé quelques mois plus tôt par les adhérents de DL ayant refusé la dissidence, derrière François Léotard ou Gilles de Robien) et les « adhérents directs » (UDF-AD) pour devenir la « Nouvelle UDF », présidée par François Bayrou. Seuls le Parti radical et le Parti populaire pour la démocratie française (PPDF) giscardien conservent une existence autonome au sein de l'UDF.
Les Jeunes Démocrates constituaient le mouvement de jeunesse de FD, et furent par la suite baptisés les Jeunes UDF, eux-mêmes étant redevenus pour partie le 1er décembre 2007 les Jeunes Démocrates lors de l'intégration de l'UDF dans le Mouvement démocrate.

## Direction
- Président : François Bayrou
- Secrétaire général : Philippe Douste-Blazy
- Trésorier : Michel Mercier
- Présidents du groupe UDF à l'Assemblée nationale (à partir de 1997, auparavant toujours un membre du PR) :
  - juin 1997 - juin 1998 : François Bayrou
  - juin - novembre 1998 : Philippe Douste-Blazy (reste président du groupe jusqu'en 2002)
- Président du groupe Union centriste au Sénat :
  - avril 1993 - septembre 1998 : Maurice Blin (CDS avant 1995)
  - septembre - novembre 1998 : Jean Arthuis (reste président du groupe jusqu'en 2002)

## Personnalités

### Ministres
Dans le second gouvernement d'Alain Juppé, formé le 7 novembre 1995 et en place jusqu'au 2 juin 1997, 4 ministres sur 16 (hors ministres délégués et secrétaires d'État) sont issus de Force démocrate :
- Éducation nationale, Enseignement supérieur et Recherche : François Bayrou
- Travail et Affaires sociales : Jacques Barrot
- Économie et Finances : Jean Arthuis
- Culture : Philippe Douste-Blazy

### Présidents de région
- Alsace :
  - 1986-1996 : Marcel Rudloff (FD à partir de 1995)
  - 1996-2009 : Adrien Zeller (FD jusqu'en 1998)
- Picardie : Charles Baur (1986-2004, ex-PSD, FD de 1995 à 1998, exclu du FD en avril 1998 pour son alliance avec le FN)